# 武漢航空
武漢航空（ぶかん-こうくう）は中華人民共和国湖北省武漢市にかつて本拠地を置いていた航空会社である。正式名称は武漢航空公司。

## 概要
武漢航空は1986年4月2日に設立された航空会社で、本拠地空港は武漢天河国際空港であった。ボーイング737やY-7（中国製ターボプロップ機）などを使い中国国内線を営業していた。しかし2002年に航空業界再編のために中国東方航空に吸収合併された。

## コードデーター
- IATA航空会社コード：WU
- ICAO航空会社コード：CWU
- コールサイン: WUHAN AIR

## 事故
2000年6月22日、湖北省恩施市から武漢市に向かっていた武漢航空343便（Y-7-100、機体記号:B-3479）が、着陸進入中、武漢市漢陽区永豊郷四台村付近に墜落した。この事故で乗員4名乗客38名全員と漢水の川岸にいた4名の46名が犠牲になった。事故原因は落雷を受け空中爆発して墜落したとされた。